# UGC 10
UGC 10 es una galaxia espiral localizada en la constelación de Piscis.